# لولبية آزوتية مغذية
لولبية آزوتية مغذية (بالإنجليزية: Treponema azotonutricium)‏ هي بكتيريا، وأول بكتيريا ملتوية يُمكن عزلها في الأمعاء مع اللولبية السكبية.